# Zatavua vohiparara
Zatavua vohiparara là một loài nhện trong họ Pholcidae. Loài này được phát hiện ở Madagascar.